# 1590

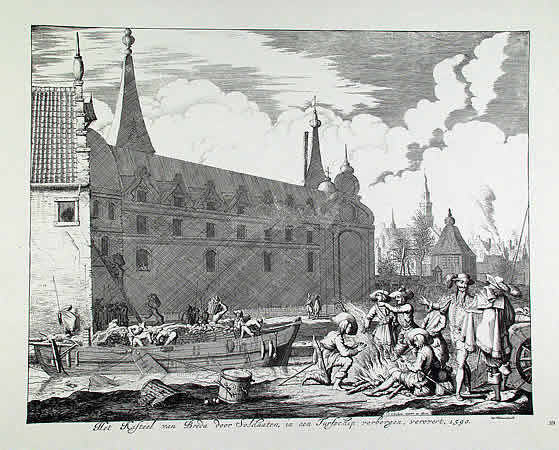
Turfschip Breda

Het jaar 1590 is het 90e jaar in de 16e eeuw volgens de christelijke jaartelling.

## Gebeurtenissen
januari
- 20 - Cathelyne van den Bulcke wordt op de Grote Markt van Lier verbrand als heks.

februari
- 9 - De Universiteit Leiden krijgt van het stadsbestuur een stuk grond: het begin van de Hortus Botanicus Leiden.

maart
- 4 - Verovering van Breda door Maurits van Nassau (zie turfschip van Breda).
- 14 - Slag bij Ivry - Hendrik IV van Navarra verslaat de Katholieke Liga.

april
- 15 - Een resolutie van de Staten van Friesland bepaalt, dat van de stuivergelden die de pachters van iedere gulden pachtpenningen betalen, een oortje wordt besteed ten profijte van de armen. De Oortjesgelden zullen door de grietman worden uitgedeeld aan de diakenen of burgerlijke armbesturen.

juli
- 20 - De gereformeerde predikant Gaspar Károli voltooit de vertaling van de Bijbel in het Hongaars.

september
- 15 - Kardinaal Giambattista Castagna wordt gekozen tot paus Urbanus VII.

oktober
- 15 - Spaanse soldaten pogen de stad Lochem in te nemen bij de Aanval op Lochem (1590).

december
- 8 - Kroning van paus Gregorius XIV in Rome.
- 30 - Volledige maansverduistering, waargenomen door Tycho Brahe.[1]

zonder datum
- In opdracht van Filips II trekken de Spaanse troepen Parijs binnen.

## Muziek
- Publicatie van het Tweede Boek Madrigalen van Claudio Monteverdi.

## Beeldende kunst

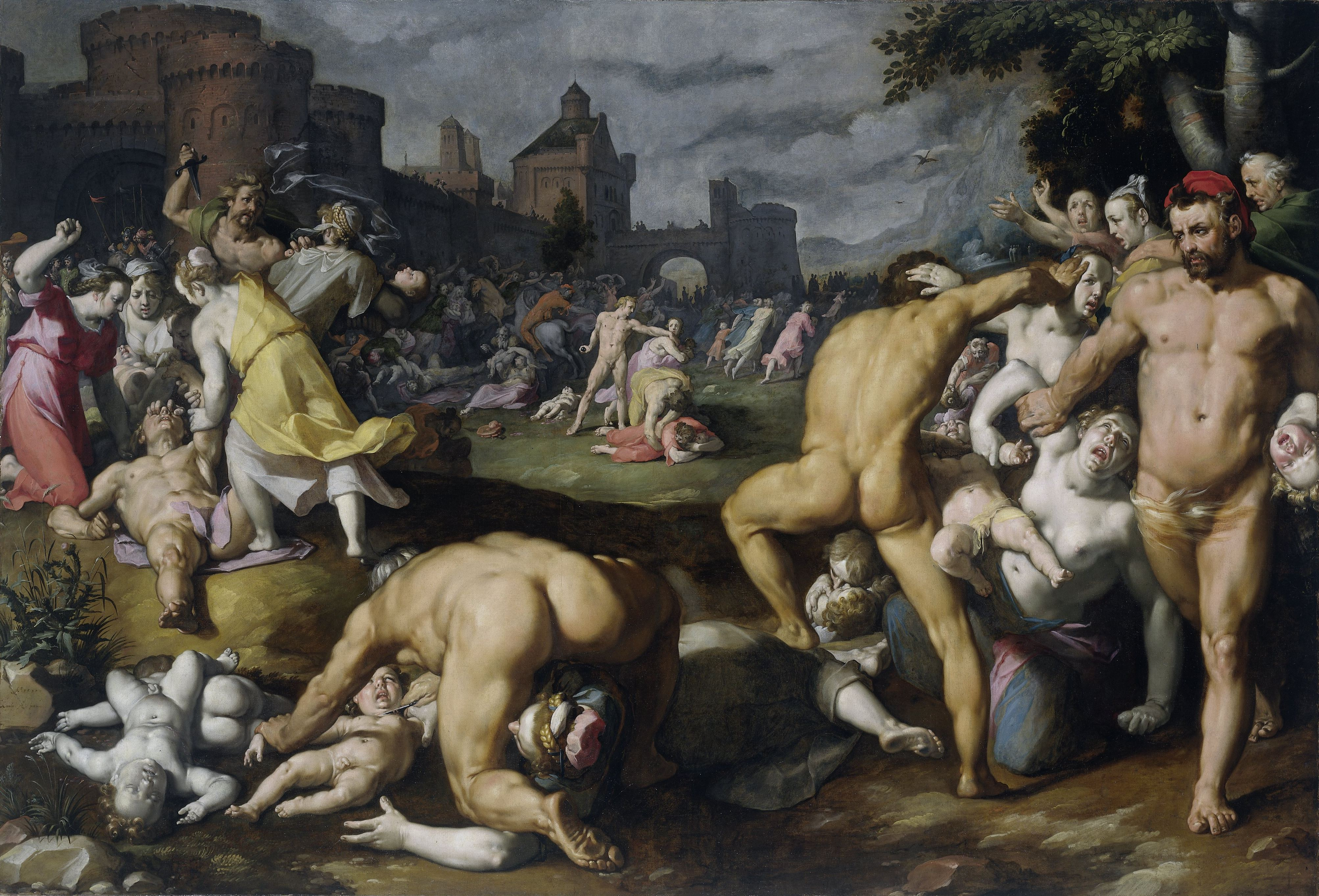
Kindermoord te Bethlehem (1590) Cornelis van Haarlem, Rijksmuseum

## Bouwkunst

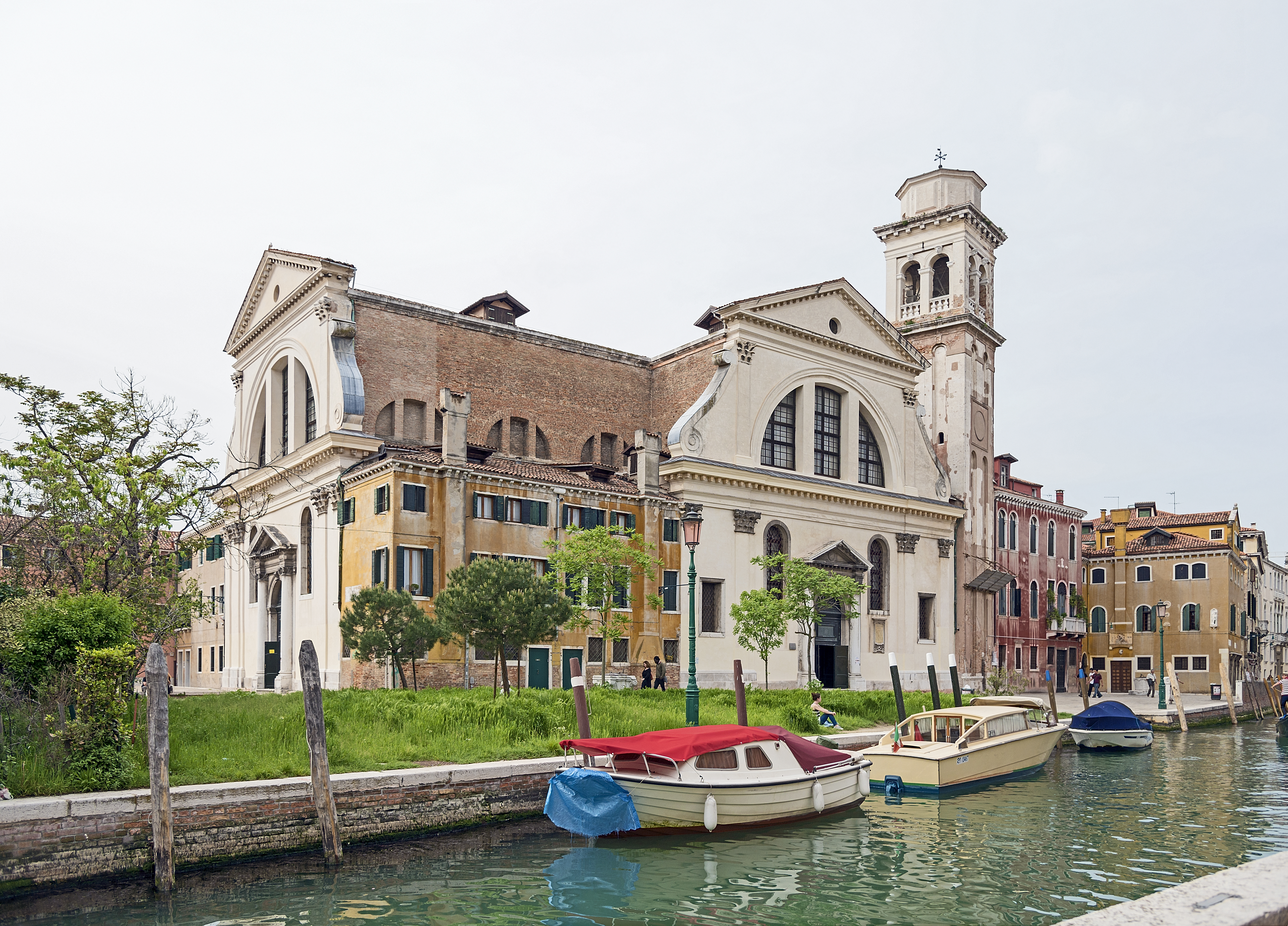
Chiesa di S.Trovaso, Venetië (1590)

## Geboren
juni
- 9 - Caspar Sibelius, Nederlands predikant en theoloog (overleden 1658)

december
- 18 - Willem Lodewijk van Nassau-Saarbrücken, graaf van Nassau-Saarbrücken (overleden 1640)

datum onbekend
- Simon Vouet, kunstschilder

## Overleden
februari
- 5 - Bernardino de Sahagún (91), missionaris

augustus
- 27 - Paus Sixtus V (68), paus van 1585 tot 1590

september
- 20 - Robert Garnier (ca. 45), Frans dichter
- 27 - Paus Urbanus VII (69), 13 dagen paus in 1590

oktober
- 29 - Dirck Volkertsz. Coornhert (68), kunstenaar, geleerde en publicist